# Pierrefitte-ès-Bois
 Pierrefitte-ès-Bois  es una población y comuna francesa, situada en la región de Centro, departamento de Loiret, en el distrito de Montargis y cantón de Châtillon-sur-Loire.

## Demografía
| 476 | 421 | 341 | 316 | 324 | 318 |
| Para los censos de 1962 a 1999 la población legal corresponde a la población sin duplicidades (Fuente: INSEE [Consultar]) |     |     |     |     |     |